# Toevalsmaat
In de kansrekening is een toevalsmaat een toevalsgrootheid met  maten als waarden.
Een speciale geval is een toevalsmaat van de vorm
{\displaystyle \mu =\sum _{n=1}^{N}\delta _{X_{n}},}
waar {\displaystyle \delta } de Dirac-maat is en {\displaystyle X_{n}} stochastische variabelen zijn. Zo'n toevalsmaat wordt een puntproces of toevalstelmaat genoemd. Een puntproces beschrijft een verzameling van N deeltjes, waarvan de posities worden gegeven door de (meestal vectorwaardige) stochastische variabelen {\displaystyle X_{n}}. Toevalsmaten worden gebruikt in de beschrijving en analyse van Monte Carlo-methoden. Voorbeelden zijn de Monte Carlo numerieke kwadratuur en deeltjesfilters.